# ثعوبة (العدين)

تعديل مصدري - تعديل

ثعوبة محلة تابعة لقرية العنب، التابعة لعزلة الوادي بمديرية العدين إحدى مديريات محافظة إب في الجمهورية اليمنية.، بلغ تعداد سكانها 150 حسب تعداد اليمن لعام 2004.